# Parafia św. Józefa Robotnika w Popowie
Parafia Świętego Józefa Robotnika w Popowie – parafia rzymskokatolicka w Popowie. Należy do Dekanatu Miedźno archidiecezji częstochowskiej. Została utworzona w 1957 roku.

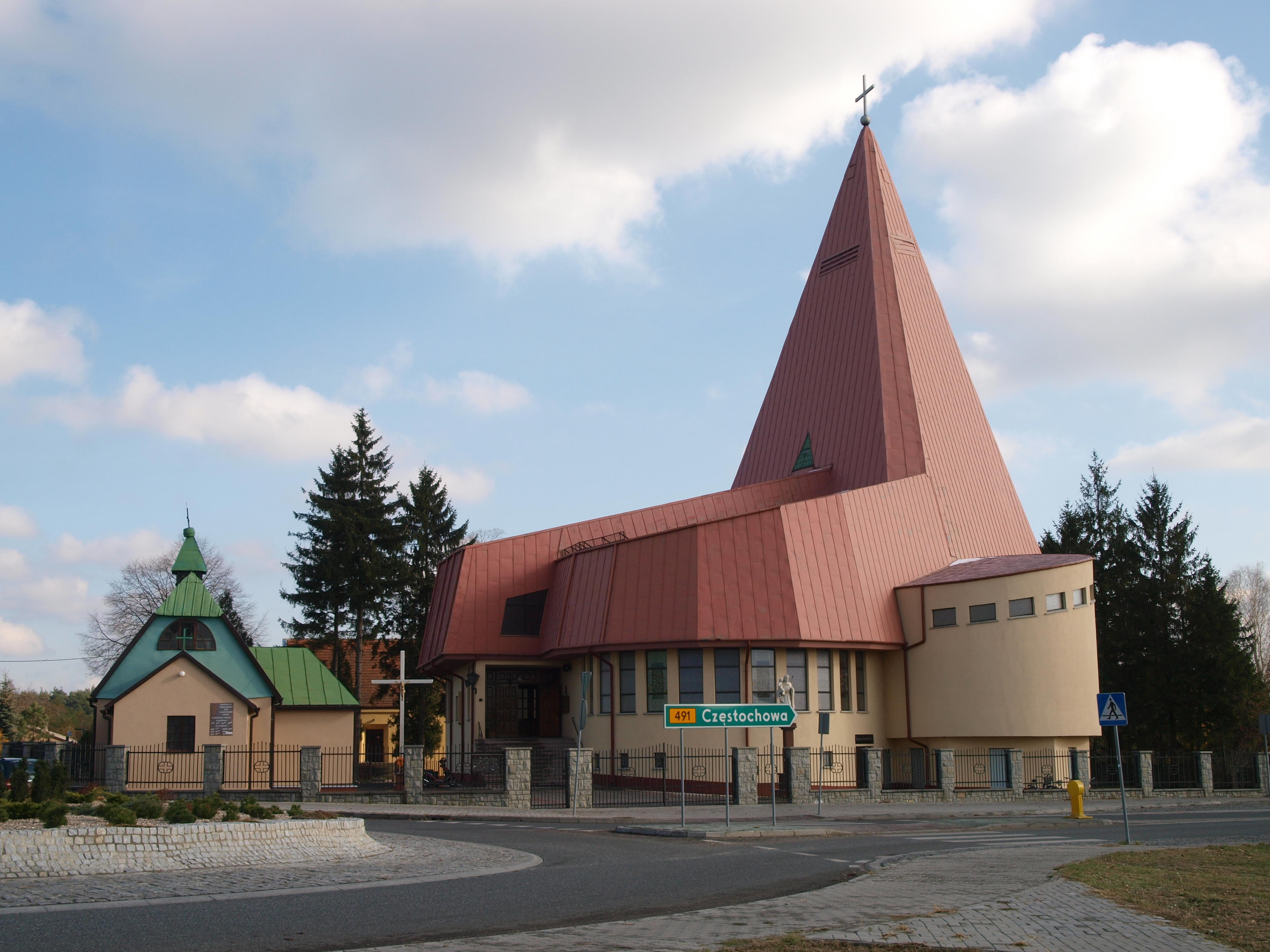
Kościół pw. Świętego Józefa Robotnika
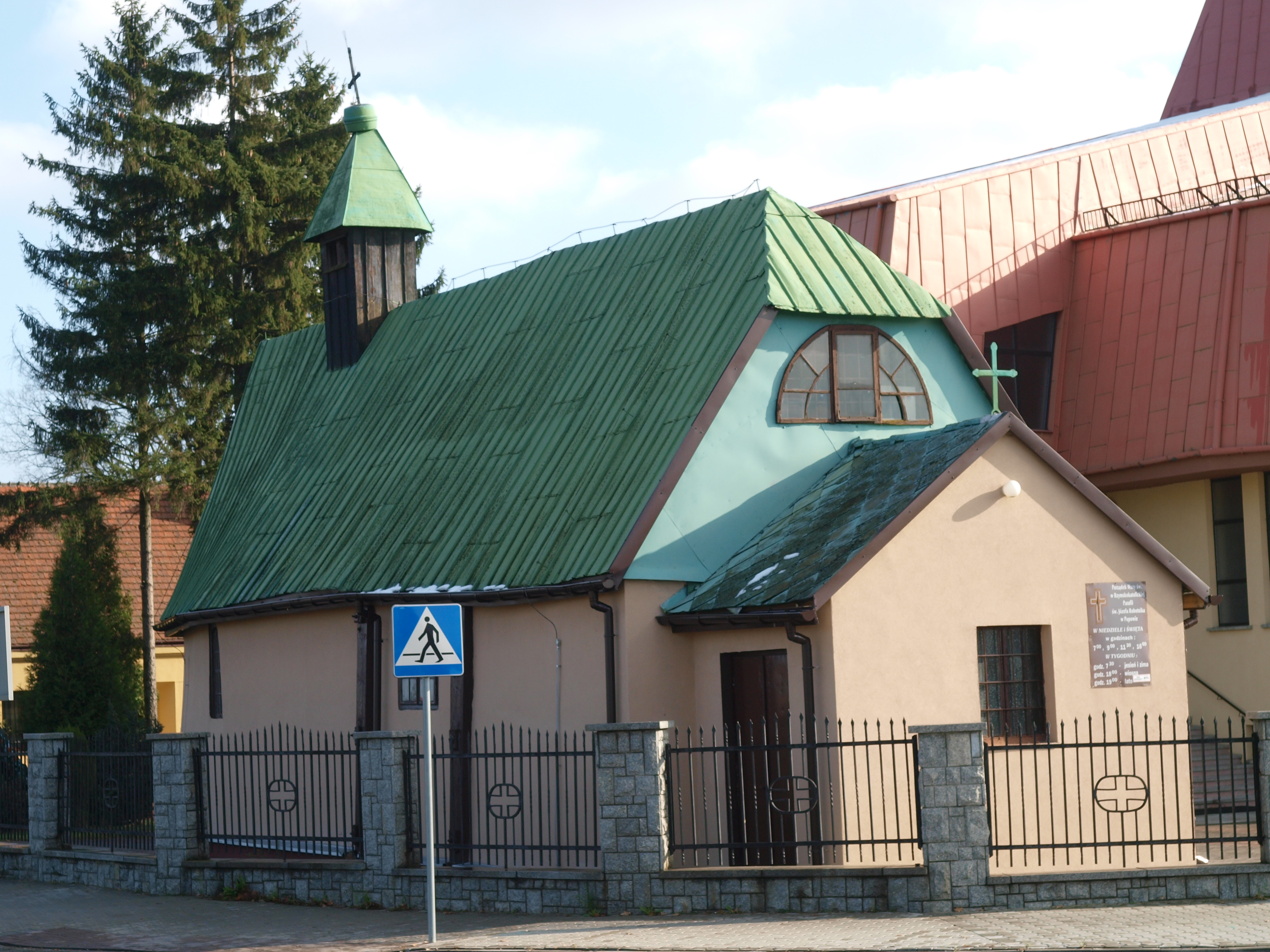
Stara świątynia – kościół par. pw. św. Józefa, drewn.-mur., XVII, nr rej.: 1124/69 z 27.12.1969 oraz 64/76/A z 17.02.1978